# 迪米特里·穆塞爾斯基
德米特里·亚历山德罗维奇·穆塞爾斯基（羅馬化：Dmitry Aleksandrovich Muserskiy；1988年10月29日—）是一位俄羅斯排球運動員。出生于苏联乌克兰苏维埃社会主义共和国马克耶夫卡。他現在效力於日本V聯賽球隊三得利太陽鳥（Suntory Sunbirds）。他也是俄羅斯國家男子排球隊的一員，代表俄羅斯參加了2012年奧運會和2014年世錦賽。